# Ед IV
Ед IV (фр. Eudes IV de Bourgogne;  близько 1295 — 3 квітня 1350) — герцог Бургундії у 1315—1350 роках, граф Бургундії та Артуа у 1330—1347 роках.

## Біографія
Походив з династії Капетингів. Молодший син Роберта II, герцога Бургундії, та Агнес, доньки французького короля Людовика IX Святого.
У травні 1315 року успадкував після смерті свого брата Гуго V. Того ж року після смерті своєї сестри Маргарити в тюрмі Шато-Гайяр, зайняв ворожу позицію по відношенню до Людовика X, короля Франції, якого Ед IV підозрював у вбивстві сестри. У 1316 році після смерті брата Людовика став титулярним королем Фессалонік.
Примирення відбулося 1316 року за короля Філіппа V, що було підкріплено шлюбом Еда IV зі старшою дочкою останнього у 1318 році. У 1320 році продав Людовику I де Бурбону, графу Клермон-ан-Бовезі, титул короля Фессалонік і князя Мореї. У 1322 році після сходження на трон Франції Карла IV став претендувати від імені дружини на графство Пуатьє, проте Паризький парламент відмовив Еду IV в його зазіханнях.
У 1328 році підтримав свого родича Філіппа, графа Валуа в претензії на трон Франції. Завдяки цьому в подальшому після коронації останнього став один з наближених. Після цього брав участь у походах до Фландрі та Гієні. Того ж року відзначився у битві при Касселі, де французькі лицарі перемоги повсталих фламандців.
у 1330 році втрутився у боротьбу за спадщину графства Артуа, на які права мала його дружина. Зрештою 1332 року законного спадкоємця — Роберта III Артуаського було вигнано з Франції, а Ед IV разом з дружиною став графом Артуа. 1330 року став графом Бургундії.
З 1337 році активно брав участь у подіях Столітньої війни проти королівства Англія. У 1340 році рушив до графства Ено (союзника Англії), де захопив місто Антуан. Того ж року очолив війська, які у битві при Сен-Омері завдали поразки англо-фламандському війську на чолі із Робертом III д'Артуа.
У 1341 році рушив на допомогу Карлу де Блуа, який претендував на герцогство Бретань, тим самим розпочавши Війну за бретонську спадщину. 1342 році брав участь в інтронізації папи римського Клемента VI в Авіньйоні.
У 1344 році разом з дофіном Жаном, канцлером Вільгельмом Фльоте очолив французьку делегацію під час мирної конференції в Авіньйоні. Проте деструктивна позиція очільника англійської делегації Генріха, графа Дербі, призвела до провалу перемовин.
1346 року разом з дофіном Жаном очолив велике військо, що рушило до Гієні. Втім війська зупинилися перед фортецею Егійон, яку не зуміли захопити. Невдовзі погиркався з королем Франції, через втручання того у справи графства Артуа. У 1347 році Філіпп VI позбавив Еда IV в управління Артуа, передавши його онуку останнього Філіппу.
Ед IV помер 1350 року від чуми під час «Чорної смерті». Поховано у монастирі Сіто. Його володіння успадкував 4-річний онук Філіпп I Руврський.

## Родина
Дружина — Жанна II, донька Філіппа V, короля Франції
Діти:
- син (1322)
- Філіп Монсеньйор (1323—1346), граф Оверні
- Жан (1325—1327/1328)
- син (1327)
- син (1330)
- син (1335)